# خفرع ۴۴۱۲
سیارک ۴۴۱۲ (به انگلیسی: 4412 Chephren، نامگذاری:2535P-L) چهار هزار و چهارصد و دوازدهمین سیارک کشف شده‌است که در ۲۶ سپتامبر ۱۹۶۰ کشف شد.
قدر مطلق سیارک برابر ۱۲٫۶۰ است.